# بنگال (کمیک)
بنگال (به انگلیسی: Bengal) یک شخصیت تخیلی و ابرقهرمانانه در کتاب‌های کامیک می‌باشد. این کاراکتر به دست فابیان نیکیزا و رون لیم خلق شده و در بی‌باک شماره ۲۵۸ام (سپتامبر ۱۹۸۸) معرفی شد.
وی همچنین عضو گروه‌های خلافکارانه‌ای چون آغاز و آغاز سایه است.